# Pskem
Il fiume Pskem, o Piskom, è un fiume del nord della provincia di Tashkent in Uzbekistan. Dopo un percorso di 70 chilometri, si getta nel bacino artificiale di Charvak a 870 metri di altitudine.

## Geografia
Il fiume prende origine dai ghiacciai del Talas Alataū a 1485 metri di altitudine, dai quali sgorgano due piccoli torrenti di montagna, il Maïdantal e l'Oïgaïng, che si riuniscono a formare il fiume Pskem. Esso attraversa in un primo momento delle gole impervie e strette che finiscono per allargarsi. Per più di quaranta chilometri forma la valle dello Pskem ai piedi dei monti Pskem. Alla fine si getta nel bacino artificiale di Charvak. Unendo le proprie acque a quelle del Chatkal, il fiume Pskem e quest'ultimo formano il fiume Chirchiq.

## Valle dello Pskem

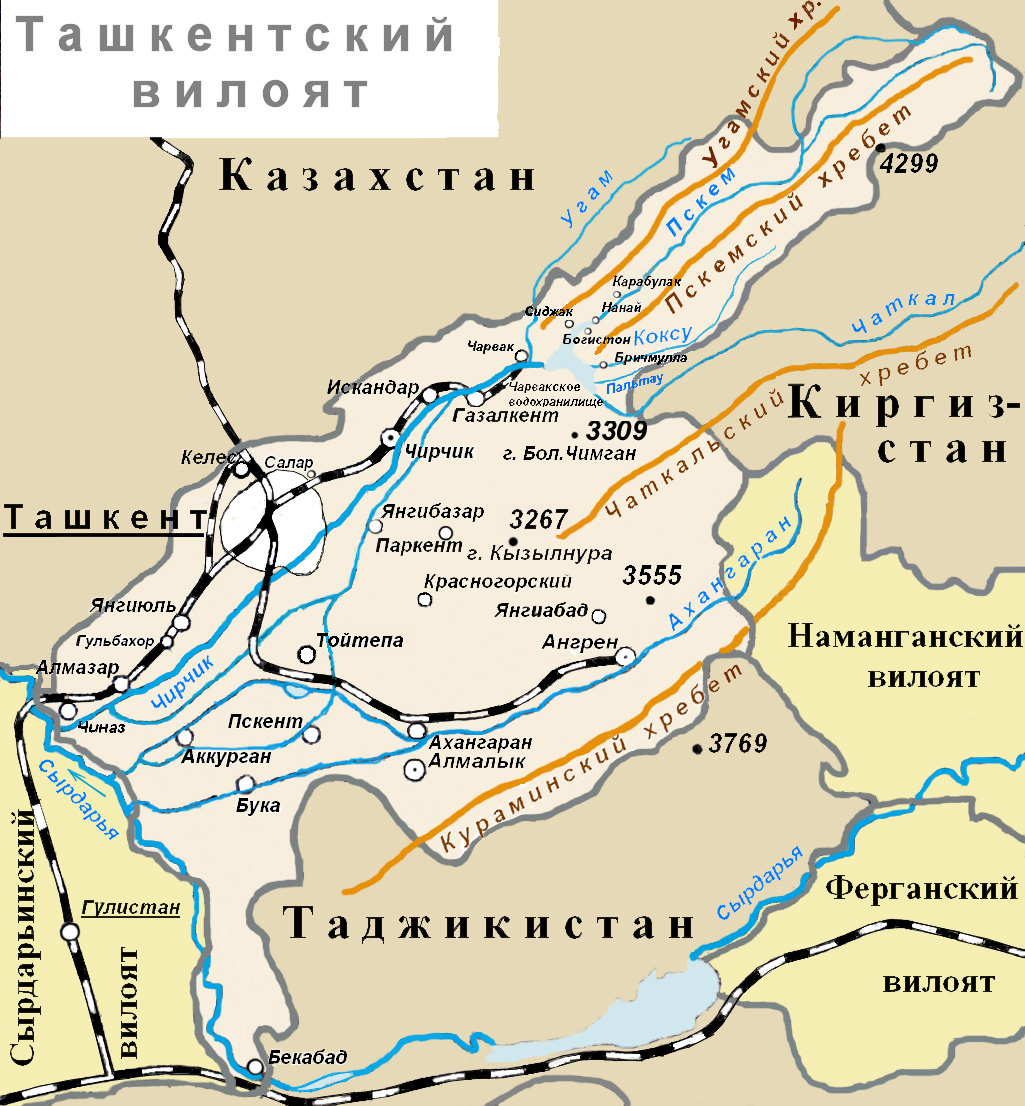
Lo Pskem si trova in alto sulla carta.

La valle dello Pskem è una piccola valle ricoperta da magre boscaglie costituite da boschetti di meli, di peri, di albicocchi e di prugni accompagnati talvolta da noci di piccola taglia e da alcuni pioppi o aceri.
La fauna è ricca di istrici, martore, volpi e marmotte, nonché di cinghiali e orsi bruni. Le specie di uccelli sono molte e varie.

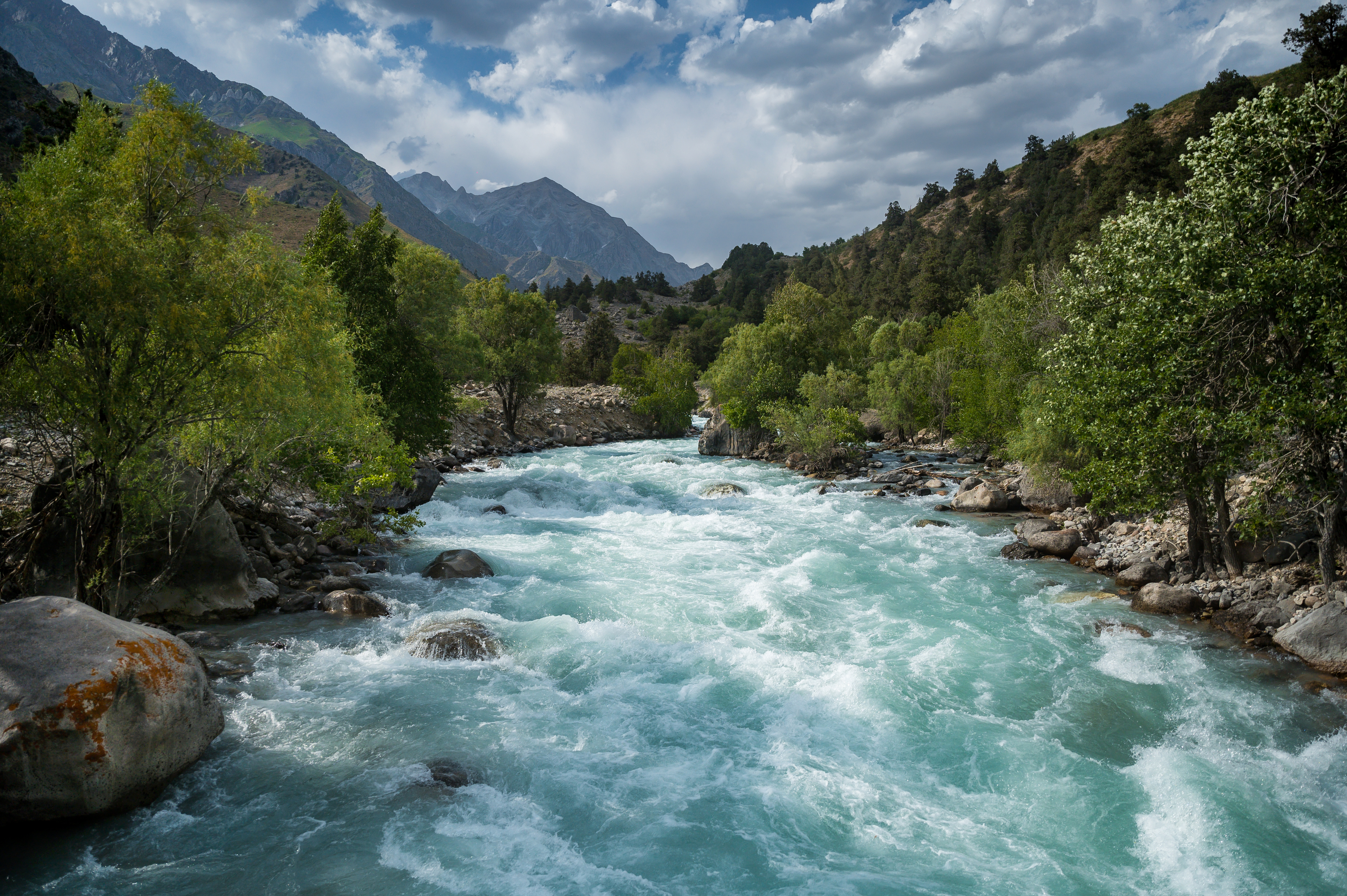

Il corso inferiore dello Pskem attraversa alcuni villaggi, come Karabulak (circa un migliaio di abitanti), Nanaï o Bogustan (duemila abitanti). Il piccolo villaggio di Pskem si trova lungo il suo corso medio.

## Turismo
Il turismo nautico era piuttosto sviluppato durante l'epoca sovietica, ma al giorno d'oggi il fiume si trova in una zona di confine con il Kazakistan e i turisti devono ottenere un permesso speciale, ma è possibile praticare rafting o kayak. La natura è quindi particolarmente preservata.
I laghi di alta montagna che si trovano a monte degli affluenti dello Pskem, come ad esempio il lago Urungatch, sono popolari tra gli escursionisti.